# Bernd Feicke
Bernd Feicke (* 3. Januar 1950 in Lutherstadt Eisleben; † 6. Februar 2016 in Quedlinburg) war ein deutscher Wirtschaftswissenschaftler und Regionalhistoriker.

## Leben
Nach dem Abitur 1968 an der Martin-Luther-Oberschule in Eisleben studierte Feicke bis 1975 Betriebswirtschaft an der Technischen Universität Dresden, an der er 1976 zum Dr. oec. promoviert wurde. Ab 1975 war er in verantwortlicher Funktion bei einem Regelungsgerätehersteller und von 1983 bis 2002 im Bankwesen, zuletzt bei der Dresdner Bank in Wernigerode, tätig. Danach widmete er sich vor allem seinen regionalhistorischen Forschungen.
Seit 1997 war Feicke Mitglied des Vorstandes des Harz-Vereins für Geschichte und Altertumskunde e. V., dessen Vorsitzender er von 2011 bis 2014 war, von 1999 bis 2014 war er Mitherausgeber der Harz-Forschungen sowie von 2002 bis 2015 der Harz-Zeitschrift. Er verfasste mehrere Artikel zu Persönlichkeiten der Landesgeschichte Sachsen-Anhalts für das Biographisch-Bibliographische Kirchenlexikon, war zwischen 1993 und 2015 Schriftleiter des Kompendiums Westerhäuser Heimatblätter und ab 1995 wissenschaftlicher Leiter des im Abstand von zwei Jahren stattfindenden Westerhäuser Museumstages in Westerhausen.

## Werke (Auswahl)
- (mit T. Wundsch): Die Bedeutung des Systems der Planung, Lenkung und Kontrolle der Produktion bei der Durchsetzung volkswirtschaftlicher Führungsgrößen im Produktionsprozeß des sozialistischen Industriebetriebe. Ein Beitrag zur planmäßigen proportionalen Entwicklung der Produktion, 1976 (maschinenschriftliches Manuskript).
- Novalis in der Mansfelder Regionalgeschichtsschreibung (= Beiheft 4 der Zs. f. Heimatforschung), Halle 1998.
- Bernd Feicke schrieb zahlreiche Artikel für das Biographisch-Bibliographische Kirchenlexikon (BBKL).

### Aufsätze
- Eine Postmeilensäule vor der Mohren-Apotheke, in: Liberal-Demokratische Zeitung (Mansfeld-Ausgabe) 14. Dezember 1983, S. 6
- Die Blütezeit des Klosters Helfta. Zum 700. Todestag der Mechthild von Magdeburg, in: Mansfelder Heimatblätter 4 (1985), S. 65–67
- Friedrich Gottlieb Klopstock und das Mansfelder Land, in: Mansfelder Heimatblätter 5 (1986), S. 40–42
- Wolfgang Büttner – ein volkstümlicher Dichter des 16. Jahrhunderts, in: Mansfelder Heimatblätter 5 (1986), S. 63–65
- Das Mansfelder Wappen als architektonisches Detail in Eisleben, in: Mansfelder Heimatblätter 6 (1987), S. 69–70
- (mit A. John) Zur Siedlungsgeschichte von Westerhausen. Ein Beitrag aus Anlass der 1050jährigen ersten bekannten urkundlichen Erwähnung, in: Nordharzer Jahrbuch XII (1987), S. 45–53
- Territorialgeschichtliche Entwicklung des Mansfelder Landes, 3 Teile, in: Mansfelder Heimatblätter 7 (1988), S. 21–27; ebd. 8 (1989), S. 33–39, Neue Mansfelder Heimatblätter 6 (1998), S. 41–46
- Tilemann Stella und die älteste Karte des Mansfelder Landes, in: Mansfelder Heimatblätter 9 (1990), S. 70–72
- Berndinus Blanckenberg – ein Eisleber Stadtoberhaupt der Renaissance, 2 Teile, in: Mansfelder Heimatblätter 9 (1990), S. 74–74; Neue Mansfelder Heimatblätter 3 (1993), S. 58–65; Nachtrag in: Mitteldeutsche Ztg. (Mansfeld-Ausg.) 17. Februar 1994, S. 14
- Otto Meißner, der Verleger des „Kapital“ – ein bedeutender Sohn Quedlinburgs, in: Nordharzer Jahrbuch XV (1990), S. 39–47
- Till Eulenspiegel in Eisleben, in: Zs. f. Heimatforschung, H. 2 (1993), S. 5–10
- Westerhausen im 18. Jahrhundert, in: Nordharzer Jahrbuch XVIII/XIX (1995), S. 123–132
- Cyriakus Spangenberg – der Autor des „Chronikon der Grafen zu Holstein-Schaumburg“, in: Schaumburg-Lippische Mitteilungen, H. 31 (1995), S. 20–40
- Der barocke Kirchenumbau der St. Stephani-Kirche Westerhausen ab 1695 – ein Beitrag aus Anlaß des 300-jährigen Jubiläums, in: Beiträge zur Regional- und Landeskultur Sachsen-Anhalts, H. 1 (1995), S. 203–208
- Quelleneditionen zur Geschichte der Stadt Eisleben, in: Harz-Zeitschrift 46/47 (1994/1995), S. 145–149
- Besonderheiten des 18. Jahrhunderts in der territorialen Entwicklung des Unterharzes, in: Zs. f. Heimatforschung, H. 5 (1996), S. 14–22
- Urkundliche Nachrichten zur Geschichte von Westerhausen, in Westerhäuser Heimatblätter 4–5 (1996/1997), S, 1–17
- Glockengeläut für Prinz Eugen im Reichsstift Quedlinburg 1704 – zur Diplomatie der Aurora von Königsmarck, in: Harz-Zeitschrift 48/49 (1996/1997), S. 211–217
- Die „Mansfeldische Chronik“ des Cyriakus Spangenberg, ein Hauptwerk protestantischer Regionalgeschichtsschreibung, in: Beiträge zur Regional- und Landeskultur Sachsen-Anhalts, H. 6 (1997), S. 103–118
- Das Mansfelder Land im Briefwechsel zwischen Herder und Gleim, in: Zs. f. Heimatforschung, H. 7 (1998), S. 67–74
- (mit A. John) Ein frühmittelalterlicher Friedhof in Westerhausen, in: Quedlinburger Annalen 1 (1998), S. 42–45
- Barocke Grenzversteinungen des Amtes (Reinstein-)Westerhausen als Folge der Realisierung der brandenburgischen Anwartschaft aus dem Westfälischen Frieden 1670 und dem Erwerb der Vogtei von Quedlinburg durch Kurbrandenburg 1698, in: Westerhäuser Heimatblätter 6–7 (1998/1999), S. 4–7
- Das historisch-topographische Umfeld der Roßtrappenwanderung von Friedrich von Hardenberg/Novalis im Jahre 1797, in: Quedlinburger Annalen 4 (2001), S. 30–46
- Die Plastik „Knoblauchskönig“ in Eisleben – Sagengestalt, Herrscherporträt oder Rechtsdenkmal? in: Harz-Forschungen, Bd. 14/2002, S. 267–282
- (mit Udo Wolff) 150 Jahre Schutz der Teufelsmauer bei Weddersleben, in: Quedlinburger Annalen 5 (2002), S. 24–27
- Handschriften des dichterischen Jugendnachlasses von Hardenberg/Novalis auf Papier der Papiermühle Weddersleben, in: Zs. f. Heimatforschung, H. 11 (2002), S. 24–27
- Zwei Aktenstücke des Reichsstiftes Quedlinburg aus dem 18. Jahrhundert, in: Harz-Zeitschrift 54/55 (2002/2003), S. 187–200
- Die „Endorfschen Acten“, in: Mitteilungen d. Internationalen Novalis-Gesellschaft, H. 3 (2003), S. 105–110
- Chroniken des protestantischen Hochadels aus dem 16. Jahrhundert und ihr Autor Cyriakus Spangenberg, in: Beiträge zur Geschichte aus Stadt u. Krs. Nordhausen, Bd. 28 (2003), S. 16–26
- Zur politischen Vorgeschichte des Reichsdeputationshauptschlusses 1803 und seie Ergebnisse für Kursachsen und Preußen im Ostharz unter besonderer Beachtung der 1780 einverleibten Grafschaft Mansfeld, der Reichsstadt und des Reichsstiftes Nordhausen sowie des Reichsstiftes Quedlinburg, in: Beiträge zur Regional- und Landeskultur Sachsen-Anhalts, H. 29 (2004), S. 4–29
- Ludwig Richter und der Harz, in: Quedlinburger Annalen 8 (2005), S. 77–85
- Wielands Beziehungen zu Eisleben, Zs. f. Heimatforschung, H. 14 (2005), S. 52–56
- Valentin und David Kühne – zwei herausragende Holzbildschnitzer des Nordharzer Barock, in: Quedlinburger Annalen 9 (2006), S. 48–56
- 175 Jahre Klopstockdenkmal im Quedlinburger Brühl, in: Quedlinburger Annalen 9 (2006), S. 101–105
- Zeitweiliger Besitz der Mansfelder Grafen in Thüringen, in: Zs. f. Heimatforschung, H. 15 (2006), S. 36–42
- Stifts- und Klosterbesitz im Halberstädter Archidiakonatssitz Westerhausen am Harz, in: Harz-Forschungen, Bd. 22 (2006), S. 240–258
- Stadtgeschichte und der Schmuck historischer Rathäuser am Harz als Symbol stadtherrlicher Macht und städtischer Rechte – unter besonderer Beachtung des Rathauses der Altstadt von Eisleben, in: Harz-Forschungen, Bd. 23 (2007), S. 227–277
- Das Mansfelder Land in der Arbeit des Harzvereins, in: Harz-Zeitschrift 59 (2007), S. 27–40

### Redaktion
- (mit Cornelia Kessler): Der Reichsdeputationshauptschluß und seine Auswirkungen am Harz, Tagung aus Anlaß des 200. Jahrestages des Reichsdeputationshauptschlusses am 12. April 2003 in Quedlinburg, (= Beiträge zur Regional- und Landeskultur Sachsen-Anhalts, H. 29), Halle 2004.
- Festschrift für Dr. Christof Römer (= Harz-Zeitschrift 58), Berlin und Wernigerode 2006.